# El mesero
El mesero es una película de comedia mexicana de 2020 dirigida por Raúl Martínez. La película está protagonizada por Vadhir Derbez y Bárbara López. La producción de la película inició el 21 de junio de 2019 en Ciudad de México. Está escrito conjuntamente entre Raúl y Alberto Bremer, y fue estrenada el 3 de diciembre de 2020.

## Sinopsis
Rodrigo Sada, un joven camarero que quiere ser millonario para llevar la vida de lujo y sofisticación que ve en los clientes del restaurante donde trabaja. Su ambición le lleva a tomar el camino fácil para intentar conseguir lo que quiere.

## Elenco
- Vadhir Derbez como Rodrigo
- Bárbara López como Mariana
- Emiliano Zurita como Pedro[5]
- Arturo Barba como Saviñon[1]
- Sabine Moussier como Estela[1]
- Gustavo Sánchez Parra como Pasilla[1]
- Ignacia Allamand como mujer ejecutiva
- Ariel Levy como Samuel
- Claudio Lafarga como Patricio
- Ruy Senderos como Cliente 1
- Lizbeth Rodríguez
- Guillermo Villegas como Luis[1]
- Franco Escamilla como Taquero